# A lyga (Frauenfußball)
Die A lyga ist die höchsten Spielklasse im litauischen Frauenfußball. In ihr wird seit 1994 die Landesmeisterin ermittelt.

## Geschichte
Die Spielklasse wurde 1994 mit vier Mannschaften als Teilnehmern gegründet, Olimpija-Centras Kaunas, Joginta Kelme, Samanele Telsiai und FK Vilnius spielten die ersten Titelträgerinnen aus. Dabei setzte sich  Olimpija-Centras Kaunas mit sechs Siegen klar durch. In der folgenden Spielzeit nahmen sechs Mannschaften teil, anschließend bis 1999 fünf und danach erneut vier Klubs. Bis 1999 wurde die Meisterschaft im „Herbst-Frühjahr-Rhythmus“ ausgetragen, anschließend ging man – wie in den skandinavischen Ländern üblich und analog zur Männermeisterschaft in der A lyga – in einen Austragungsmodus innerhalb eines Kalenderjahrs über. Ab 2002 wurde die Teilnehmerzahl erneut erhöht, so dass zeitweise neun Mannschaften um den Titel spielten. 2014 wurde der Modus variiert, nach dem Ende der regulären Spielzeit die Tabelle in eine Meister- und eine Abstiegsrunde unterteilt. 2016 wurde die Teilnehmerzahl erneut auf sechs und ab 2018 auf fünf reduziert, dabei gab es wieder nur eine reguläre Runde, in der die Mannschaften in je zwei Heim- und Auswärtsspielen aufeinander trafen. Seit 2020 sind wieder sechs Mannschaften in der Spielklasse vertreten.
Der Rekordmeister ist der FC Gintra, der aufgrund einer Kooperation mit der Universität Šiauliai als Gintra-Universitetas Šiauliai antritt. Der Club gewann im Jahr seiner Gründung 1999 den ersten Titel und ist seit 2005 ununterbrochen Titelträger.

## Alle Titelträger
- 1994: Olimpija-Centras Kaunas
- 1994/95: Politechnika Kaunas
- 1995/96: Vilnius
- 1996/97: Gabija-Politechnika Kaunas
- 1997/98: Kristina Vilnius
- 1998/99: Politechnika-Sika Kaunas
- 1999: Gintra Šiauliai
- 2000: Gintra Šiauliai
- 2001: Sventupe Ukmerge
- 2002: TexTilite Ukmerge
- 2003: Gintra-Universitetas Šiauliai
- 2004: TexTilite Ukmerge
- 2005: Gintra-Universitetas Šiauliai
- 2006: Gintra-Universitetas Šiauliai
- 2007: Gintra-Universitetas Šiauliai
- 2008: Gintra-Universitetas Šiauliai
- 2009: Gintra-Universitetas Šiauliai
- 2010: Gintra-Universitetas Šiauliai
- 2011: Gintra-Universitetas Šiauliai
- 2012: Gintra-Universitetas Šiauliai
- 2013: Gintra-Universitetas Šiauliai
- 2014: Gintra-Universitetas Šiauliai
- 2015: Gintra-Universitetas Šiauliai
- 2016: Gintra-Universitetas Šiauliai
- 2017: Gintra-Universitetas Šiauliai
- 2018: Gintra-Universitetas Šiauliai
- 2019: Gintra-Universitetas Šiauliai
- 2020: FC Gintra (Šiauliai)
- 2021: FC Gintra (Šiauliai)
- 2022: FC Gintra (Šiauliai)
- 2023: FC Gintra (Šiauliai)
- 2024: FC Gintra (23×)

## Anzahl der Titel
- 23 Titel: Gintra-Universitetas Šiauliai
- 3 Titel: Politechnika (mit Gabija und Sika) Kaunas, TexTilite (mit Sventupe) Ukmerge
- 2 Titel: Vilnius (mit Kristina)
- 1 Titel: Olimpija-Centras Kaunas